# Kiyoharu
Kiyoharu Mori (jap. 森清治 Mori Kiyoharu; ur. 30 października 1968), bardziej znany jako Kiyoharu (jap. 清春) – japoński muzyk, frontman dwóch popularnych zespołów: Kuroyume i Sads.

## Dyskografia

### Albumy
- Poetry (8 marca 2004)
- MELLOW (30 marca 2005)
- Kannō boogie (jap. 官能ブギー) (7 grudnia 2005)
- VINNYBEACH ~kakū no kaigan~ (jap. VINNYBEACH ~架空の海岸~) (12 lipca 2006)
- Forever Love (14 listopada 2007)
- LIGHT -saw the light and shade- (10 września 2008)
- SINGLES (24 grudnia 2008)
- MEDLEY (28 stycznia 2009)
- Madrigal of Decadence (29 lipca 2009)

### Single
- Emily (29 lutego 2004)
- LAST SONG -saigo no uta- (jap. LAST SONG-最後の詞-) (12 lutego 2005)
- HORIZON (16 marca 2005)
- Layra (20 lipca 2005)
- Bask in art (9 listopada 2005)
- Wednesday (30 listopada 2005)
- Seiza no yoru / Cyclamen no Kahor (jap. 星座の夜/シクラメンのかほり) (8 marca 2006)
- Kimi no koto ga (jap. 君の事が) (17 maja 2006)
- Slow (22 listopada 2006)
- Carnation (6 grudnia 2006)
- TATTO (22 sierpnia 2007)
- Rinne (jap. 輪廻) (19 września 2007)
- Melodies (jap. メロディーズ) (31 października 2007)